# Лоренцо Маттотті

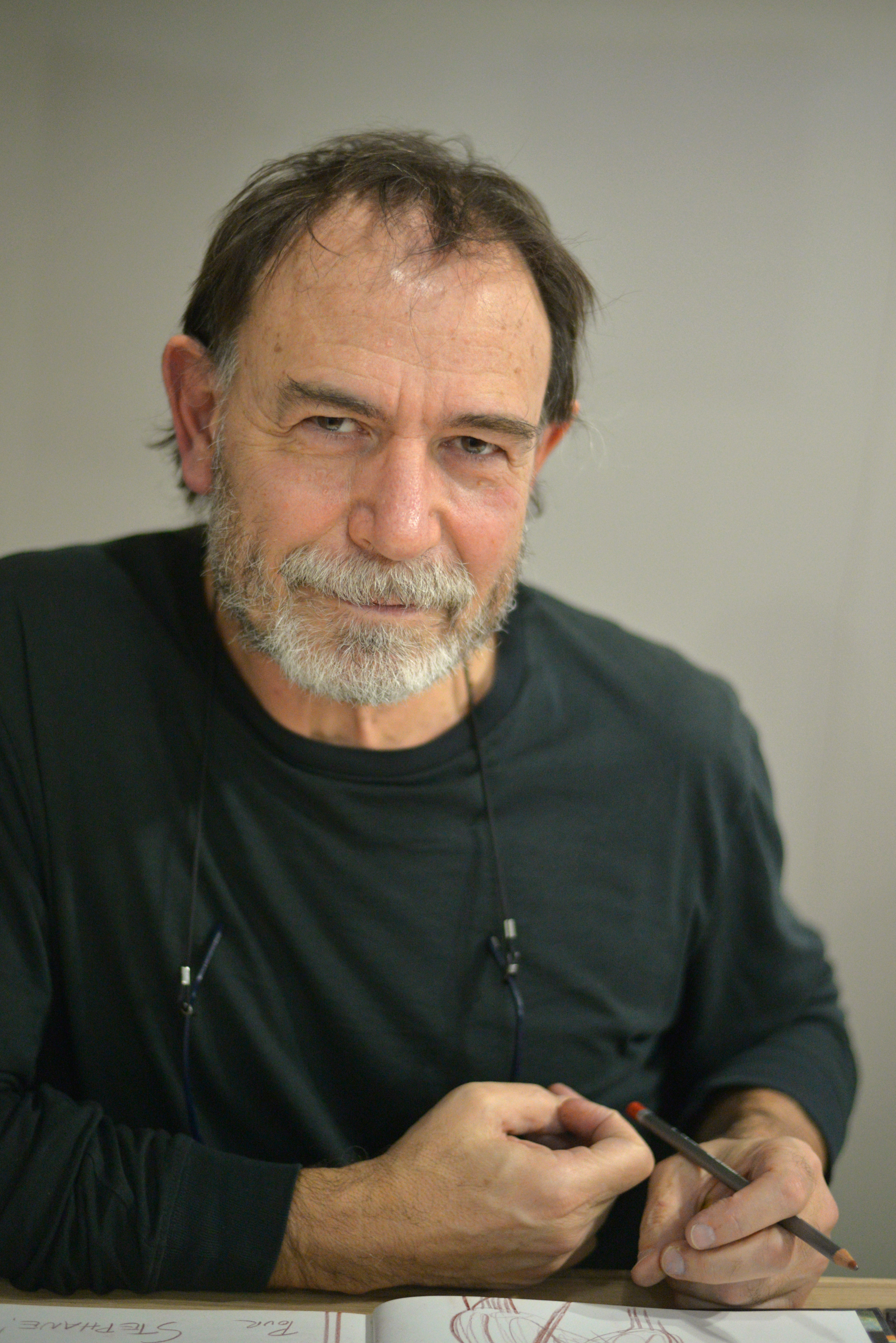
Лоренцо Маттотті на Міжнародному фестивалі коміксів у Ангулемі, 2015 р.

Лоренцо Маттотті (італ. Lorenzo Mattotti; нар. 24 січня 1954) — італійський графічний дизайнер, ілюстратор, режисер, сценарист, автор і художник коміксів. 2003 року за графічний роман «Доктор Джекіл і містер Гайд» (італ. Dr Jekyll & Mr Hyde) художник отримав премію Айснера (англ. Eisner Award). 

## Життєпис

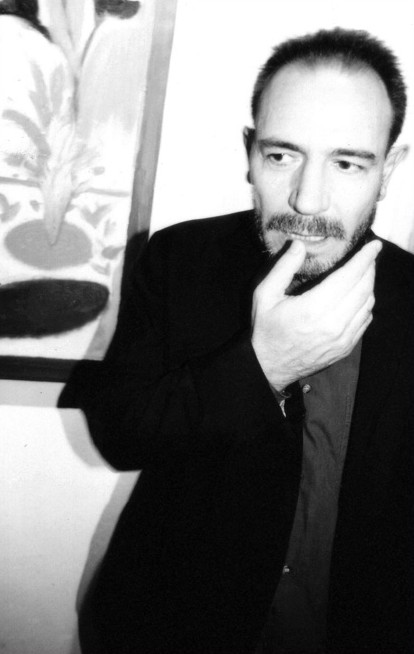
Лоренцо Маттотті

Лоренцо Маттотті народився в Брешіа (Ломбардія, Північна Італія) у родині військового.    
Навчався в Університеті архітектури у Венеції (італ. Università Iuav di Venezia). Саме тоді Лоренцо захопився графічним малюнком і почав створювати комікси.   
1985 року вийшов друком перший значний комікс «Сеньйор Спартак» (італ. Il Signor Spartaco), у якому Лоренцу Маттотті вдалося передати внутрішній світ персонажів, їх мрії через поєднання кольорів і форм.  
Головним у творчості Лоренцо Маттотті є поєднання тексту із зображенням, так само, як і зв′язок слів із музикою. У його коміксах текст зображує ілюстрацію, а не навпаки; слова мають достатню свободу для багаторазових інтерпретацій. 
1986 року твір «Вогонь» (італ. Feux) приніс популярність і зайняв вагоме місце у світі коміксів. Створена історія обертається навколо боротьби між природою й цивілізацією. Сюжет твору — внутрішній бій головного героя, який повинен змінитися й вийти із суворого середовища. Графічний альбом, над яким Лоренцо Маттотті працював 6 років, висвітлює творчу діяльність автора й нагадує художню галерею. 
Лоренцо Маттоті заслужив репутацію майстра кольорового коміксу й тому, чорно-білий твір «Людина біля вікна» (італ. L’uomo alla finestra), надрукований 1992 року здивував публіку. Разом зі своєю колишньою дружиною Лілією Амбросі було створено комікс про людину, яка шукає свій шлях у світі й має проблеми в стосунках. Майже автобіографічний роман є інтенсивним і чутливим коміксом, у якому використана різна техніка малювання пером. 
З нагоди 500-річчя відкриття Америки Христофором Колумбом (1992) Лоренцо створює комікс «Кабото» (італ. Caboto), у якому графічно зображено пригоди дослідника Себастьяна Кабота.   
1998 року Лоренцо Маттотті створює незвичайну історію під назвою «Стигмати» (італ. Stigmate), яка розповідає про життя п'яниці, у якого неочікувано з′являються ознаки стигматів. Робота виконана в експресивному графічному стилі з біблійськими алюзіями й цитатами з життя Святої Терези. Ця книга — результат співпраці з чудовим італійським сценаристом Клаудіо П’єрсанті. Комікс отримав Ґран-прі на Міжнародному фестивалі в Братиславі й американську премію Вілла Айснера. 
2011 року Лоренцо Маттотті проілюстрував музичний альбом The Raven рок-музиканта Лу Ріда на твори Едгара По.   
Графічні роботи Лоренцо Маттотті використовують такі популярні журнали як Cosmopolitan, Vogue, The New Yorker, Le Monde і Vanity Fair.    

## Нагороди
- 1989 — премія Fuochi за найкращий зарубіжний твір, надрукований в Іспанії
- 1992 — номінація на премію Max-und-Moritz-Preis у категорії «Найкращий німецькомовний комікс»
- 1998 — премія Inkpot Award, США
- 2003 — премія Айснера за найкращий графічний роман виданий у США
- 2003 — номінація на премію Artwork на Міжнародному фестивалі коміксів в Ангулемі, Франція
- 2003 — номінація на премію Ignatz Awards, США

- 2017 — премія Gran Guinigi за найкращий мультфільм на італійському фестивалі коміксів Festival de bande dessinée de Lucques

### Комікси
- Alice Brum Brum — видавництво Ottaviano, 1977
- Le avventure di Huckleberry Finn — видавництво Ottaviano, 1978
- Tram Tram Rock — видавництво L’isola trovata, 1979
- Il Signor Spartaco — видавництво Milano Libri, 1982
- Incidenti — видавництво Dolce Vita,1984
- Fuochi — 1986
- Лабіринти (фр. Labyrinthes) — співавторство з Джеррі Крамськи , 1988
- Murmur — 1989
- Doctor Nefasto — співавторство з Джеррі Крамськи, 1989
- Caboto — співавторство з Хорхе Центнер, 1992
- L'Uomo alla Finestra — співавторство з Лілією Амбросі, 1992
- L'Arbre du Penseur — 1997
- Стигмати (італ. Stigmates) — спільно з Клаудіо П′єрсанті, 1998
- Dr Jekyll & Mr Hyde — співавторство з Джеррі Крамськи, 2002
- El rumor de la escarcha — співавторство з Хорхе Центнер, 2003
- Guirlanda — співавторство з Джеррі Крамськи, 2017

### Ілюстрації
- Pour Vanity, Albin Michel, 1987
- Pinocchio de Carlo Collodi, Albin Michel Jeunesse, 1990
- Mattotti, Albin Michel, 1990
- Eugenio, récit de Marianne Cockenpot, Seuil Jeunesse, 1993
- Un Soleil lunatique, récit de Jerry Kramsky, Seuil Jeunesse, 1994
- D'autres formes le distrayaient continuellement, Seuil, 1995
- Grands dieux, récit de Jerry Kramsky, Seuil Jeunesse, 1997
- Ligne fragile, Seuil, 1999
- Anonymes, texte de Claudio Piersanti, Seuil, 2000
- Parole pour un adieu, texte d'Anne Jonas, Albin Michel Jeunesse, 2001
- Fantasmes dans la chambre, P.M.J. éditions, 2002
- Posters (2002)
- Les Affiches de Mattotti, Seuil, 2003
- La Chambre, Seuil, 2004
- Angkor, ілюстрація до журналу Géo, avec Pierre Sorgue, Seuil, 2004
- Nell’Acqua, Casterman, 2005
- Ghislain, le saint des premiers jours, illustration pour le livre d'Eddy Devolder, Éditions Esperluete 2005, (ISBN 978-2-930223-57-5)
- Aerkaos, roman de Jean-Michel Payet, Panama, 2007
- Le Mystère des anciennes créatures, texte de Jerry Kramsky, Éditions du Panama, 2007
- Carnaval, Casterman, 2007 (ISBN 978-2-203-00577-8)
- Le Corbeau, [The Raven], Edgar Allan Poe adapté par Lou Reed, Seuil, 2009
- Hänsel et Gretel, Jacob et Wilhelm Grimm, Gallimard Jeunesse, 2009
- Stanze/Chambres/Rooms, #logosedizioni en collaboration avec Galerie Martel, 2010
- Les aventures de Huckleberry Finn, scénario d'Antonio Tettamanti d'après le roman de Mark Twain, Gallimard Jeunessecoll. « Fétiche », 2011
- Venise : en creusant dans l’eau, Galerie Martel, 2011
- Mattotti Works 1 : Pastels, #logosedizioni, 2012
- Oltremai, #logosedizioni, 2013
- Mattotti Works 2 : Fashion, #logosedizioni, 2014
- Vietnam, Louis Vuitton Travel Books, 2014
- Гензель і Гретель (2014, з Нілом Гайманом )
- Сліпий (2017), #logosedizioni
- Blind, #logosedizioni en collaboration avec CBM Italia, 2017
- Обкладинки для The New Yorker, #logosedizioni, 2018

## Фільмографія
- Страхи темряви (фр. Peur(s) du noir) — режисер, анімаційний фільм, 2007[4]
- Eugenio — сценарист, анімаційний фільм, 1999
- Pinocchio — художник, анімаційна фантазія, 2012
- Неймовірна навала ведмедів на Сицилію (фр. La fameuse invasion des ours en Sicile) — режисер, анімована версія однойменної дитячої книжки Діно Буццаті (1945). Фільм було представлено на Каннському кінофестивалі 2019[5]